# Sissy Spacek

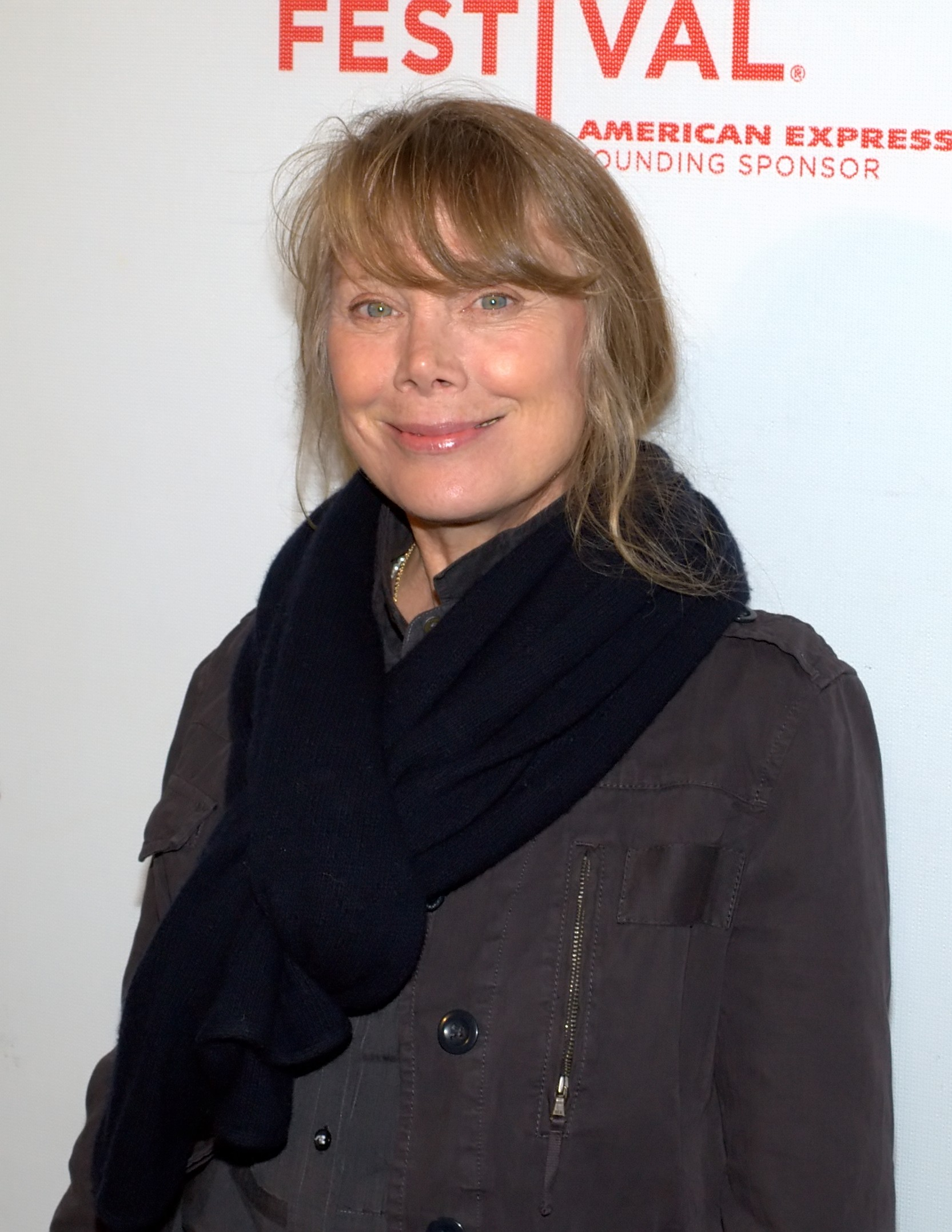
Sissy Spacek beim Tribeca Film Festival 2010

Mary Elizabeth „Sissy“ Spacek (* 25. Dezember 1949 in Quitman, Texas) ist eine US-amerikanische Schauspielerin und Sängerin.
Internationale Berühmtheit erlangte sie in den 1970er Jahren durch Filme wie Badlands – Zerschossene Träume und Carrie – Des Satans jüngste Tochter. Für ihre Rolle als Country-Legende Loretta Lynn in dem Film Nashville Lady wurde sie 1981 mit dem Oscar als beste Hauptdarstellerin ausgezeichnet. Insgesamt war sie sechs Mal für den Preis nominiert.
Die Filme mit Spacek haben inzwischen weltweit eine Gesamtsumme von über 895,7 Millionen US-Dollar eingespielt.

## Leben und Karriere
Sissy Spacek wurde im Dezember 1949 als einzige Tochter und jüngstes von drei Kindern des Ehepaares Virginia und Edwin Spacek im US-Bundesstaat Texas geboren. Ihre Großeltern väterlicherseits stammten aus Bordovice in Mähren, mütterlicherseits kann sie ihre Vorfahren bis auf die Mayflower zurückverfolgen. Den Spitznamen „Sissy“ erhielt Spacek von ihren beiden älteren Brüdern. Sie wuchs in ihrem Geburtsort Quitman auf und besuchte die Quitman High School. Mit 13 Jahren träumte sie von einer Karriere als Folk-Sängerin, betätigte sich als Cheerleader und wurde am Ende ihrer Schulzeit zur Abschlussballkönigin gewählt. Der Krebstod ihres damals 19-jährigen Bruders Robert warf jedoch einen Schatten auf ihre ansonsten unbeschwerte Kindheit und Jugend. Spacek über ihren Verlust: „Mir wurde bewusst, dass du jeden Moment so leben musst, als sei es dein letzter. Diese Erkenntnis hilft mir heute, Entscheidungen zu treffen, aber es dauerte lange, bis ich begriff, was sein Tod für mich bedeutete.“
Um ihren Traum von einer Karriere als Sängerin zu verwirklichen, zog sie nach ihrem High-School-Abschluss zu ihrem Cousin, dem Schauspieler Rip Torn und dessen Frau Geraldine Page nach New York City. Der Einstieg ins Musikgeschäft wollte ihr zum damaligen Zeitpunkt jedoch nicht gelingen und so entschied sie sich stattdessen für ein Schauspielstudium am Lee Strasberg Theatre Institute. Ihr erstes Engagement erhielt sie 1972 in dem Film Die Professionals mit Gene Hackman und Lee Marvin. Im darauffolgenden Jahr erhielt sie die weibliche Hauptrolle in Badlands – Zerschossene Träume von Regisseur Terrence Malick. Bei den Dreharbeiten zu diesem Film lernte sie Jack Fisk kennen, den sie 1974 heiratete.
Weltberühmt wurde Spacek 1976 durch Brian De Palmas Verfilmung von Stephen Kings Roman Carrie an der Seite des damals noch unbekannten John Travolta. Ihre Darstellung in dem Horrorfilm brachte Spacek 1977 ihre erste Oscar-Nominierung als beste Hauptdarstellerin ein. Überreicht wurde ihr die Auszeichnung schließlich 1981 für ihre schauspielerische Leistung in dem Film Nashville Lady (1980), die Verfilmung der Lebensgeschichte der Country-Legende Loretta Lynn. Die Rolle bescherte ihr außerdem einen Golden Globe und eine Nominierung für den Grammy Award als beste Country-Sängerin. Danach spielte sie in Der geheimnisvolle Fremde, was ihr eine Nominierung für den Golden Globe als beste Filmschauspielerin einbrachte.
1974 heiratete Sissy Spacek Jack Fisk und 1982 wurden Spacek und Fisk Eltern einer Tochter, Schuyler Fisk. 1988 kam die zweite Tochter Madison Fisk zur Welt. Schuyler Fisk ist inzwischen ebenfalls als Schauspielerin tätig, Madison Fisk als Szenenbildnerin und künstlerische Leiterin. 
Im Jahr der Geburt ihrer ersten Tochter spielte sie in dem Drama Vermißt neben Jack Lemmon und erhielt dafür ihre jeweils dritte Oscar- und Golden-Globe-Nominierung. Bis 2001 erhielt sie noch drei weitere Oscar-Nominierungen für Menschen am Fluss (1984) mit Mel Gibson, für Verbrecherische Herzen (1986) neben Diane Keaton und Jessica Lange sowie für In the Bedroom (2001). Den Golden Globe erhielt sie sowohl für Verbrecherische Herzen als auch für In the Bedroom.
2005 folgten Rodrigo Garcías Ensemblefilm Nine Lives mit Glenn Close, Jason Isaacs und Holly Hunter sowie das Drama Kaltes Land mit Charlize Theron und Frances McDormand in den Hauptrollen. 2008 spielte Spacek in der kommerziell sehr erfolgreichen Komödie Mein Schatz, unsere Familie und ich an der Seite von Vince Vaughn und Reese Witherspoon.

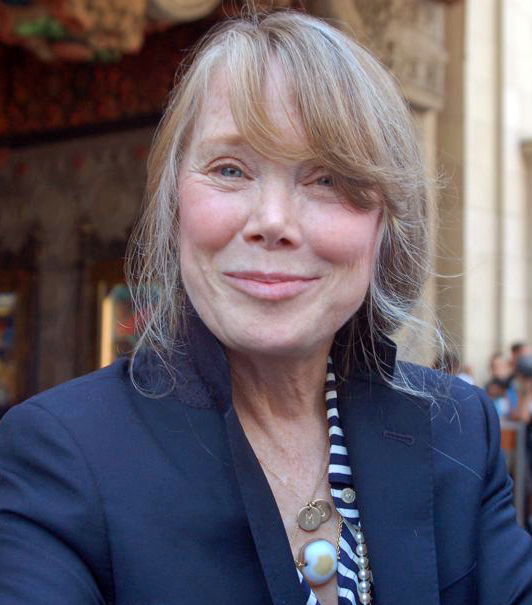
Sissy Spacek (August 2011)

2010 stand sie für sechs Folgen der Fernsehserie Big Love vor der Kamera und erhielt dafür eine Emmy-Nominierung.
Am 1. August 2011 wurde Sissy Spacek mit einem Stern auf dem Hollywood Walk of Fame geehrt. Es ist der 2443. Sternabdruck auf dem berühmten Bürgersteig. Zu seiner feierlichen Enthüllung erschien die Schauspielerin in Begleitung ihres Schauspielkollegen Bill Paxton und von David Lynch, mit dem sie 1999 das Roadmovie Eine wahre Geschichte – The Straight Story gedreht hatte.
2012 erschienen ihre Memoiren My Extraordinary Ordinary Life.

## Filmografie
- 1972: Die Professionals (Prime Cut)
- 1973: Love, American Style (Fernsehserie, 1 Episode: Love and the Old Lover)
- 1973: The Girls of Huntington House (Fernsehfilm)
- 1973: Die Waltons (Fernsehserie, 2 Folgen)
- 1973: Badlands – Zerschossene Träume (Badlands)
- 1973: The Rookies (Fernsehserie, 1 Episode: Sound of Silence)
- 1973: The Migrants (Fernsehfilm)
- 1974: Der Morgen, als Ginger kam (Ginger in the Morning)
- 1975: Katherine (Fernsehfilm)
- 1976: Carrie – Des Satans jüngste Tochter (Carrie)
- 1976: Willkommen in Los Angeles (Welcome To L.A.)
- 1977: Drei Frauen (3 Women)
- 1978: Verna: USO Girl (Fernsehfilm)
- 1980: Nashville Lady (Coal Miner’s Daughter)
- 1980: Heart Beat
- 1981: Der geheimnisvolle Fremde (Raggedy Man)
- 1982: Vermißt (Missing)
- 1983: Der Mann mit den zwei Gehirnen (The Man with Two Brains, Sprechrolle)
- 1984: Menschen am Fluß (The River)
- 1985: Marie – Eine wahre Geschichte (Marie)
- 1986: Liebe ist nur eine Illusion (Violets Are Blue)
- 1986: Nacht, Mutter (Night Mother)
- 1986: Verbrecherische Herzen (Crimes of the Heart)
- 1990: Der lange Weg (The Long Walk Home)
- 1991: Der Mann meiner Frau (Hard Promises)
- 1991: JFK – Tatort Dallas (JFK)
- 1992: Shelley Duvall’s Bedtime Stories (Fernsehserie, Folge There’s Something in My Attic, Stimme)
- 1992: A Private Matter (Fernsehfilm)
- 1994: Wird Annie leben? (A Place for Annie, Fernsehfilm)
- 1994: Mommy Market – Auf der Suche nach der Traummutter (Trading Mom)
- 1995: Einmal Cowboy, immer Cowboy (The Good Old Boys, Fernsehfilm)
- 1995: Der letzte Ritt (Streets of Laredo, dreiteilige Miniserie)
- 1995: Die Grasharfe (The Grass Harp)
- 1996: Urteil ohne Gerechtigkeit (Beyond the Call, Fernsehfilm)
- 1996: Haus der stummen Schreie (If These Walls Could Talk, Fernsehfilm)
- 1997: Der Gejagte (Affliction)
- 1999: Eine wahre Geschichte – The Straight Story (Straight Story)
- 1999: Eve und der letzte Gentleman (Blast from the Past)
- 2000: Songs in Ordinary Time (Fernsehfilm)
- 2001: In the Bedroom
- 2001: Midwives (Fernsehfilm)
- 2002: Last Call (Fernsehfilm)
- 2002: Bis in alle Ewigkeit (Tuck Everlasting)
- 2004: Ein Zuhause am Ende der Welt (A Home at the End of the World)
- 2005: The Ring 2 (The Ring Two)
- 2005: Kaltes Land (North Country)
- 2005: Nine Lives
- 2005: Der Fluch der Betsy Bell (An American Haunting)
- 2006: Summer Running: The Race to Cure Breast Cancer
- 2006: Herzensangelegenheiten (Gray Matters)
- 2007: Hot Rod – Mit Vollgas durch die Hölle (Hot Rod)
- 2007: Pictures of Hollis Woods
- 2008: Lake City
- 2008: Mein Schatz, unsere Familie und ich (Four Christmases)
- 2009: Am Ende des Weges – Eine wahre Lügengeschichte (Get Low)
- 2010: Gimme Shelter (Fernsehfilm)
- 2010: Big Love (Fernsehserie, 6 Episoden)
- 2011: The Help
- 2012: Cold Blood – Kein Ausweg. Keine Gnade.
- 2015–2017: Bloodline (Fernsehserie, 33 Episoden)
- 2018: Castle Rock (Fernsehserie, 8 Episoden)
- 2018: Ein Gauner & Gentleman (The Old Man & the Gun)
- 2018: Oh Baby (Musikvideo für LCD Soundsystem)
- 2018: Homecoming (Fernsehserie, 6 Episoden)
- 2022: Night Sky (Fernsehserie, 8 Episoden)
- 2025: Dying for Sex (Miniserie)
- 2025: Die, My Love

## Diskografie (Auswahl)
Alben
- 1980: Coal Miner’s Daughter (Soundtrack)
- 1983: Hangin' Up My Heart

Singles
- 1980: Coal Miner's Daughter
- 1980: Back in Baby's Arms
- 1983: Lonely But Only for You
- 1984: If I Can Just Get Through the Night
- 1984: If You Could Only See Me Now

## Auszeichnungen und Nominierungen (Auswahl)
Academy Award of Merit („Oscar“)
- 1977: Nominierung als beste Hauptdarstellerin für Carrie – Des Satans jüngste Tochter
- 1981: Auszeichnung als beste Hauptdarstellerin für Nashville Lady
- 1983: Nominierung als beste Hauptdarstellerin für Vermißt
- 1985: Nominierung als beste Hauptdarstellerin für Menschen am Fluß
- 1987: Nominierung als beste Hauptdarstellerin für Verbrecherische Herzen
- 2002: Nominierung als beste Hauptdarstellerin für In the Bedroom

Golden Globe Award
- 1981: Auszeichnung als beste Hauptdarstellerin – Komödie oder Musical für Nashville Lady
- 1982: Nominierung als beste Hauptdarstellerin – Drama für Der geheimnisvolle Fremde
- 1983: Nominierung als beste Hauptdarstellerin – Drama für Vermißt
- 1985: Nominierung als beste Hauptdarstellerin – Drama für Menschen am Fluß
- 1987: Auszeichnung als beste Hauptdarstellerin – Komödie oder Musical für Verbrecherische Herzen
- 2002: Auszeichnung als beste Hauptdarstellerin – Drama für In the Bedroom
- 2008: Nominierung als beste Hauptdarstellerin in einer Miniserie oder einem Fernsehfilm für Pictures of Hollis Woods

Emmy Award
- 1995: Nominierung als beste Nebendarstellerin in einer Miniserie oder einem Special für Einmal Cowboy, immer Cowboy
- 2002: Nominierung als beste Nebendarstellerin in einer Miniserie oder einem Film für Last Call
- 2010: Nominierung als beste Gastdarstellerin in einer Drama-Serie für Big Love

Grammy Award
- 1981: Nominierung als beste Country-Sängerin

British Academy Film Award
- 1975: Nominierung als vielversprechendste Newcomerin für Badlands – Zerschossene Träume
- 1982: Nominierung als beste Hauptdarstellerin für Nashville Lady
- 1983: Nominierung als beste Hauptdarstellerin für Vermißt
- 2002: Nominierung als beste Hauptdarstellerin für In the Bedroom

Independent Spirit Award
- 2002: Auszeichnung als beste Hauptdarstellerin für In the Bedroom

Screen Actors Guild Award
- 1995: Nominierung als Hauptdarstellerin in einem Fernsehfilm für Wird Annie leben?
- 2002: Nominierung als beste Hauptdarstellerin für In the Bedroom